# Национални пут Јапана 106
Национални пут Јапана 106 је Национални пут у Јапану, пут број 106, који спаја градове Мијако и Мориока, укупне дужине 94,4 км.
Овај пут делом своје дужине је паралелан са железничком линијом Јамада коју држи Источно јапанска железничка компанија.